# Lyngby Boldklub 2017-2018
Questa voce raccoglie le informazioni riguardanti il Lyngby Boldklub nelle competizioni ufficiali della stagione 2017-2018.

## Rosa
| N. |                       | Ruolo | Calciatore             |
| -- | --------------------- | ----- | ---------------------- |
| 1  | Danimarca (bandiera)  | P     | Mikkel Andersen        |
| 2  | Danimarca (bandiera)  | D     | Thomas Christensen     |
| 3  | Sudafrica (bandiera)  | D     | Michael Lumb           |
| 4  | Danimarca (bandiera)  | D     | Mathias Tauber         |
| 5  | Danimarca (bandiera)  | C     | Martin Ørnskov         |
| 6  | Danimarca (bandiera)  | C     | Mathias Hebo Rasmussen |
| 7  | Danimarca (bandiera)  | C     | Jesper Christiansen    |
| 8  | Kosovo (bandiera)     | C     | Herolind Shala         |
| 9  | Danimarca (bandiera)  | A     | Lasse Fosgaard         |
| 10 | Danimarca (bandiera)  | A     | Mikkel Rygaard Jensen  |
| 11 | Danimarca (bandiera)  | A     | Jeppe Kjær             |
| 12 | Costa Rica (bandiera) | A     | Mayron George          |
| 16 | Danimarca (bandiera)  | P     | Andreas Larsen         |

| N. |                      | Ruolo | Calciatore           |
| -- | -------------------- | ----- | -------------------- |
| 17 | Danimarca (bandiera) | D     | Casper Højer Nielsen |
| 17 | Danimarca (bandiera) | D     | Kevin Tshiembe       |
| 19 | Norvegia (bandiera)  | A     | Kristoffer Larsen    |
| 20 | Danimarca (bandiera) | D     | Jeppe Brandrup       |
| 21 | Danimarca (bandiera) | A     | David Boysen         |
| 22 | Danimarca (bandiera) | C     | Bror Blume           |
| 24 | Danimarca (bandiera) | D     | Thomas Sørensen      |
| 26 | Danimarca (bandiera) | A     | Gustav Marcussen     |
| 27 | Nigeria (bandiera)   | A     | Kim Ojo              |
| 28 | Danimarca (bandiera) | C     | Oliver Kjærgaard     |
| 30 | Islanda (bandiera)   | D     | Hallgrímur Jónasson  |
| 40 | Danimarca (bandiera) | P     | Oskar Snorre         |
| 48 | Danimarca (bandiera) | D     | Oliver Lund          |

- Numero giocatori in rosa: 26
- Stranieri: 5 (19,2%)
- Età media: 27,4 anni

## Trasferimenti estivi
| Acquisti | Acquisti               | Acquisti     | Acquisti           |
| R.       | Nome                   | da           | Modalità           |
| -------- | ---------------------- | ------------ | ------------------ |
| P        | Mikkel Andersen        | Midtjylland  | gratuito           |
| D        | Oliver Lund            | Odense       | gratuito           |
| C        | Mathias Hebo Rasmussen | Fredericia   | gratuito           |
| A        | Mayron George          | Randers      | prestito           |
| C        | Herolind Shala         | Sparta Praga | ?                  |
|          | 5 acquisti             |              | spesa totale = 0 € |

| Cessioni | Cessioni             | Cessioni    | Cessioni                         |
| R.       | Nome                 | a           | Modalità                         |
| -------- | -------------------- | ----------- | -------------------------------- |
| A        | Jens Odgaard         | Inter       | definitivo (1,5 milioni €)       |
| P        | Jesper Hansen        | Midtjylland | definitivo (650 mila €)          |
| A        | Danilo Arrieta       | Viborg      | gratuito                         |
| A        | Lasse Rise           | Keflavík    | ?                                |
| A        | Emil Larsen          |             | ritiro                           |
| D        | Alexander Munksgaard | Midtjylland | fine prestito                    |
|          | 6 cessioni           |             | guadagno totale = 2,15 milioni € |
|          |                      |             | saldo finale = + 2,15 milioni €  |

## Trasferimenti invernali
| Acquisti | Acquisti       | Acquisti | Acquisti |
| R.       | Nome           | da       | Modalità |
| -------- | -------------- | -------- | -------- |
| C        | Mohammed Saeid | Colorado | gratuito |
|          |                |          |          |

| Cessioni | Cessioni                    | Cessioni    | Cessioni   |
| R.       | Nome                        | a           | Modalità   |
| -------- | --------------------------- | ----------- | ---------- |
| D        | Hallgrímur Jónasson         | KA Akureyri | gratuito   |
| D        | Thomas Guldborg Christensen |             | ritiro     |
| D        | Simon Strand                | Öster       | ?          |
| A        | Kristoffer Larsen           | Sarpsborg   | gratuito   |
| D        | Casper Höjer Nielsen        | Aarhus      | gratuito   |
| D        | Simon Strand                |             | svincolato |
| C        | Bror Blume                  |             | svincolato |
| A        | Mikkel Rygaard Jensen       |             | svincolato |
|          |                             |             |            |
|          |                             |             |            |